# マウリシオ・ヘレーラ
マウリシオ・ヘレーラ（Mauricio Herrera、男性、1980年5月24日 - ）は、アメリカ合衆国のプロボクサー。カリフォルニア州レイク・エルシノア出身。元WBA世界スーパーライト級暫定王者。27歳でプロデビューをした遅咲きの選手。

## 来歴
2007年8月24日、同じくデビューした選手と対戦し4回3-0(3者とも39-37)の判定勝ちで白星でデビューを飾った。
2009年6月12日、ルイス・アルフォンソ・ルーゴとWBCアメリカウェルター級王座決定戦を行い、10回3-0(99-91、2者が100-90)の判定勝ちで王座獲得に成功した。
2009年8月14日、ジェイソン・デービスとWBCアメリカスーパーライト級王座決定戦を行い、5回57秒TKO勝ちを収め王座獲得に成功した。
2009年12月4日、マイク・アンチョンドと対戦しプロ初黒星となる8回1-2(2者が75-77、79-73)の僅差判定負け。
2011年1月7日、ネバダ州ラスベガスのコックス・パビリオンで後のWBO世界スーパーライト級王者ルスラン・プロボドニコフとIBF北米スーパーライト級王座決定戦を行い、12回3-0(115-113、2者が116-112)の判定勝ちでプロボドニコフに初黒星を付け王座獲得に成功した。
2012年4月14日、マンダレイベイ・イベントセンターにてブランドン・リオスVSリカルド・アブリルの前座で、マイク・アルバラードと対戦し10回0-3(91-99、93-97、94-96)の判定負け。
2012年10月27日、NABO北米スーパーライト級王者カリム・メイフィールドと対戦し10回0-3(93-97、94-96、92-98)の判定負けを喫し王座獲得に失敗した。
2013年5月2日、金智勲と対戦し10回3-0(2者が99-91、98-92)の判定勝ち。
2014年3月15日、プエルトリコバヤモンのコリセオ・ルーベン・ロドリゲスでWBA・WBC世界スーパーライト級王者ダニー・ガルシアと対戦するが、12回0-2（2者が112-116、114-114）の僅差判定負けを喫し王座獲得に失敗した。しかしこの判定は物議を醸し、ボクシングマスコミ関係者39人の内70%がヘレーラの勝ちと採点、ダニー・ガルシアの勝ちと採点したのはわずか12%であった(引き分けと採点したのが17%)。
2014年7月12日、MGMグランド・ガーデン・アリーナでサウル・アルバレスVSエリスランディ・ララの前座でWBA世界スーパーライト級暫定王者ヨハン・ペレスと対戦、12回2-0（114-114、116-112、116-112）の判定勝ちで、王座獲得に成功。34歳での世界王座初獲得となった。
2014年7月30日、WBAが2014年7月度の月間優秀選手賞に選出した。
2014年12月13日、ラスベガスのコスモポリタンにて、ティモシー・ブラッドリー対ディエゴ・ガブリエル・チャベスの前座でWBA世界スーパーライト級9位のホセ・ベナビデスと対戦し、12回0-3（111-117、2者が112-116）の判定負けを喫し初防衛に失敗、王座から陥落した。
2015年7月11日、ロサンゼルスのロサンゼルス・メモリアル・スポーツ・アリーナでヘンリー・ランディーとNABF北米スーパーライト級王座決定戦を行い、5回2分9秒2-0（2者が48-47、48-48）の負傷判定勝ちを収め王座獲得と再起に成功した。
2016年5月7日、T-モバイル・アリーナでサウル・アルバレスVSアミール・カーンの前座でフランキー･ゴメスと対戦し、10回0-3の判定負けを喫した。

## 獲得タイトル
- WBCアメリカウェルター級王座
- WBCアメリカスーパーライト級王座
- IBF北米スーパーライト級王座
- WBA世界スーパーライト級暫定王座（防衛0）
- NABF北米スーパーライト級王座